# ハワイの建築
ハワイの建築（ハワイのけんちく、英語: Hawaiian Archirecture）は、ハワイ諸島・ハワイ州でおもに開発・採用されてきた独特の建築様式で、古代から王国時代、準州時代からハワイ州時代、そしてその後に至るまでのハワイの歴史を反映している。

## ハレ
ハレ (Hale) とは、ハワイの歴史上19世紀まで広く行なわれていた建物で、ハワイの天然素材とデザインを使用して建てられた建造物である。下部フレームに岩または木材を使用し、屋根葺きに草や葉を使用して構築された。ハレ・アイナ（ワイピオ渓谷）、 ハレ・オ・ケアヴェ（プウホヌア・オ・ホナウナウ国立歴史公園）、ボートハウス（同国立公園）に見ることができる。
現在の建築基準法では、配管や電気配線は禁止されている。 ハレが別の構造物の近くにある場合は、防火スプリンクラーが必要である。

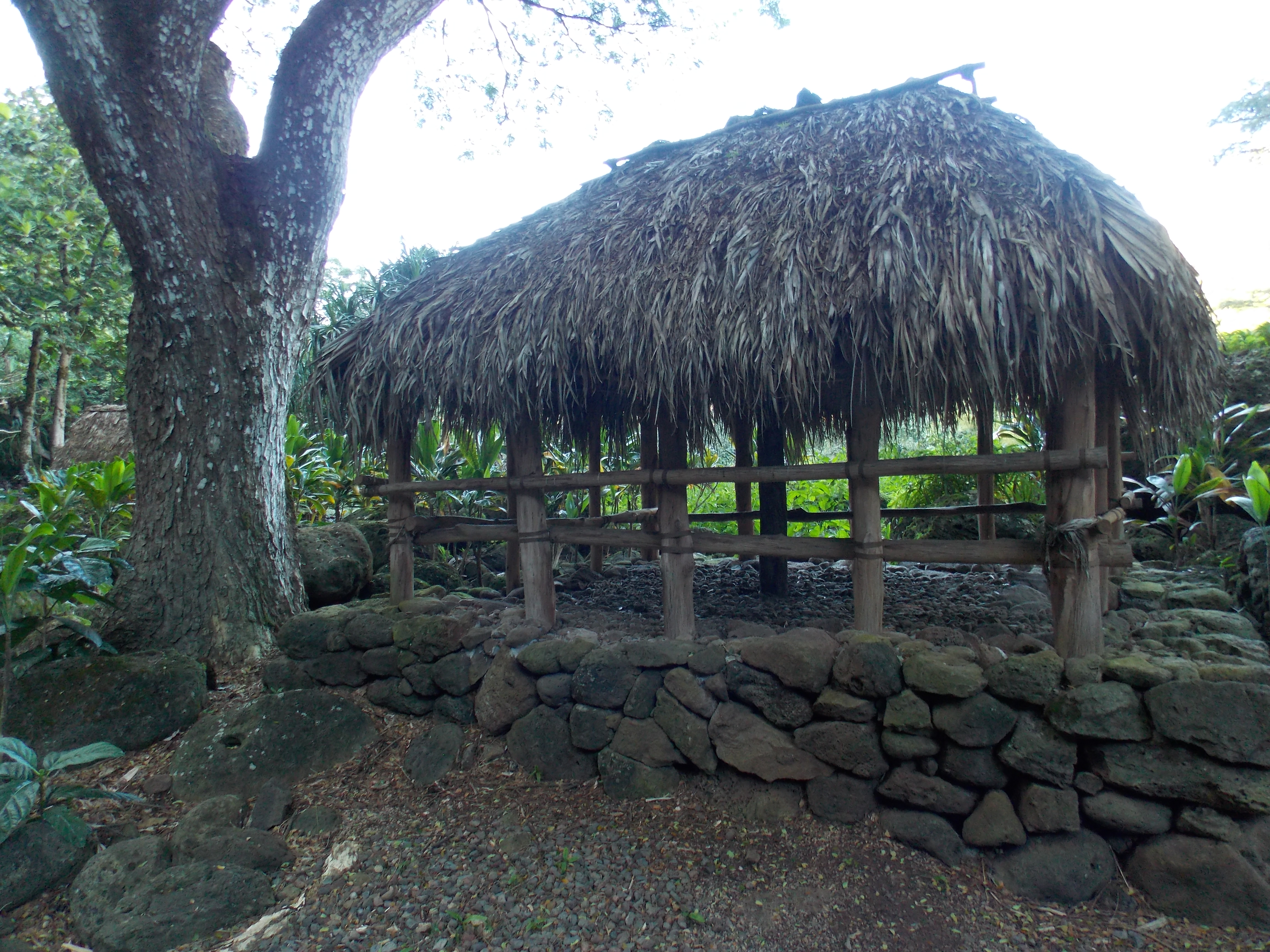
ハレ・アイナ
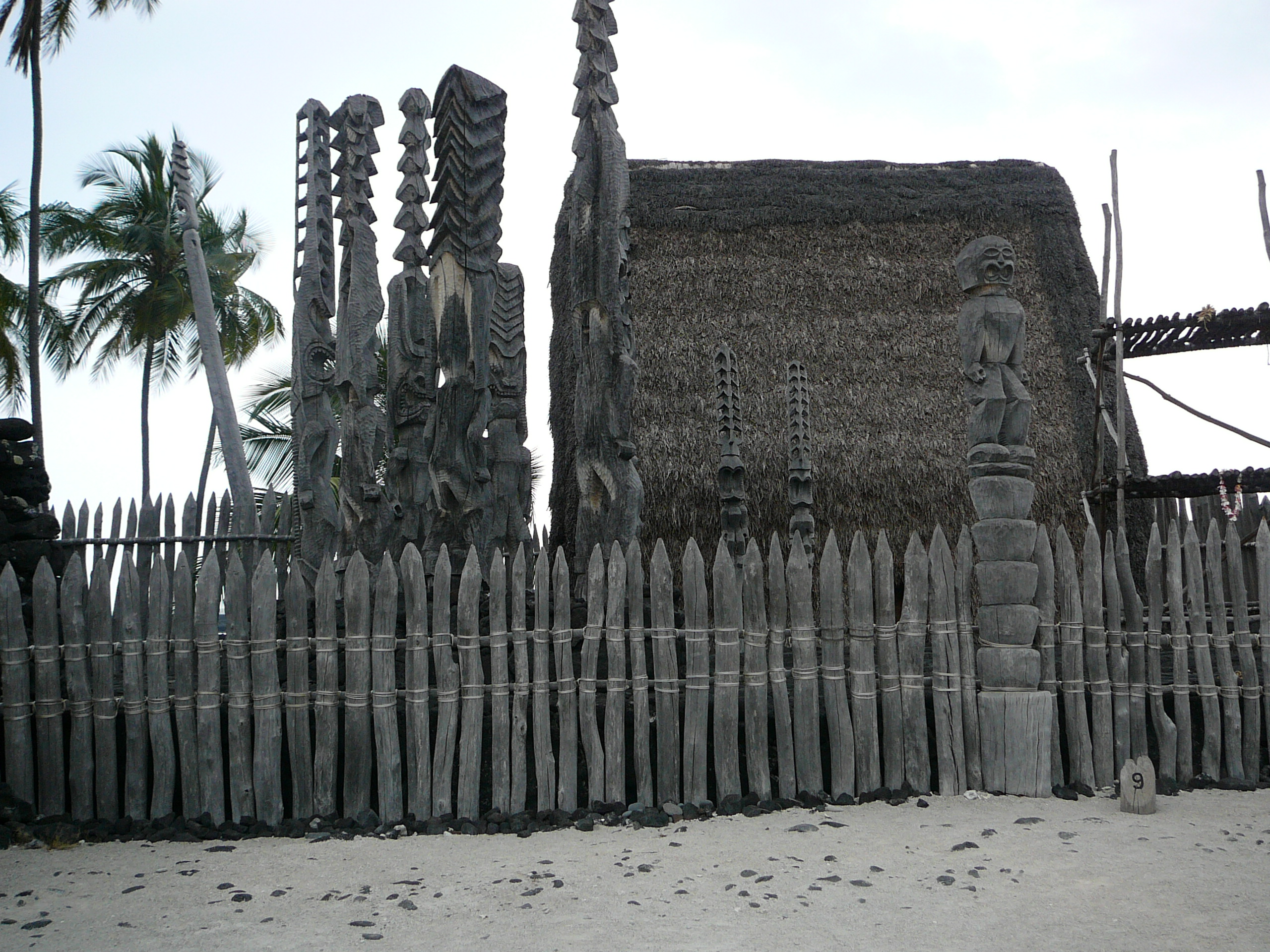
ハレ・オ・ケアヴェ
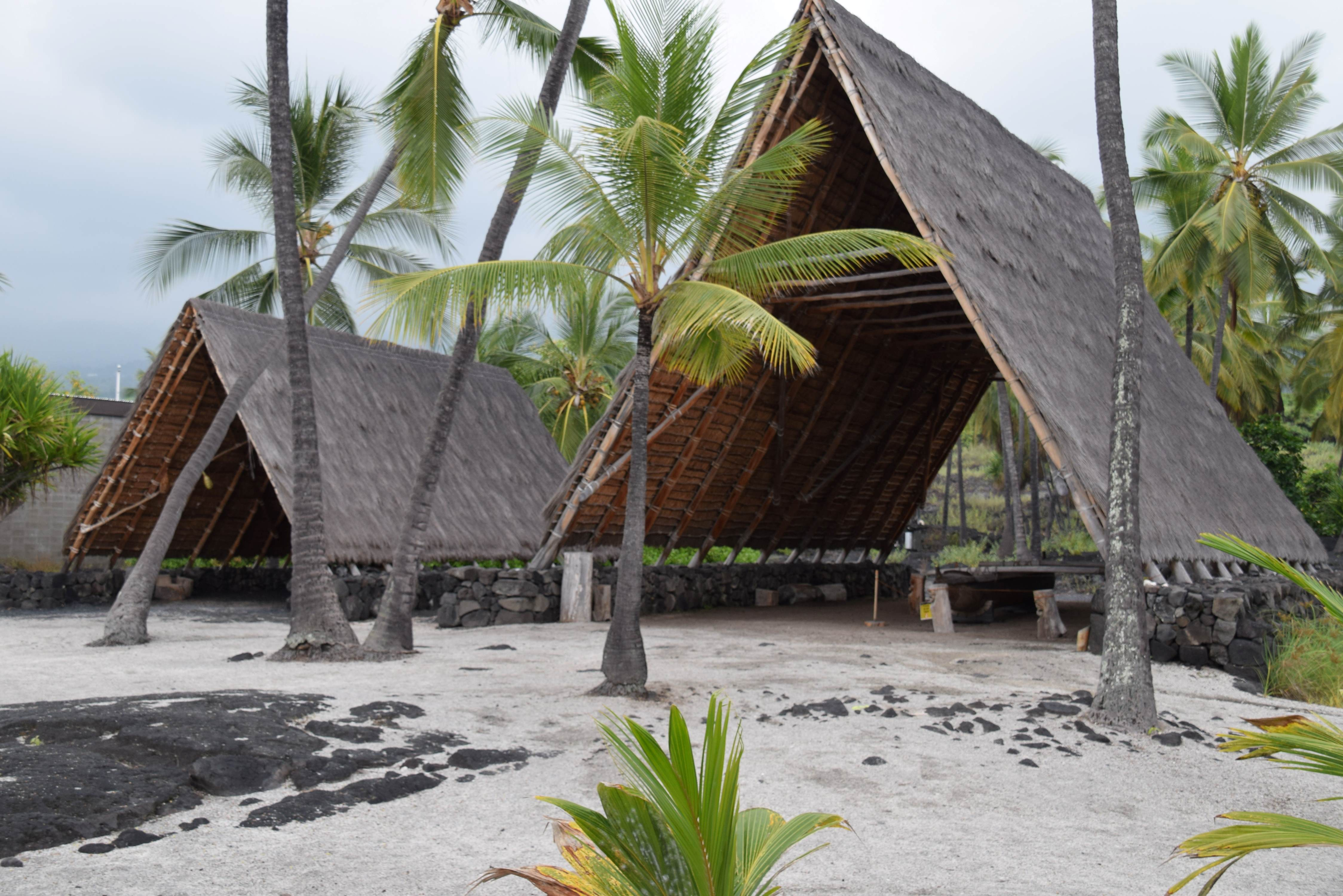
ボート・ハウス
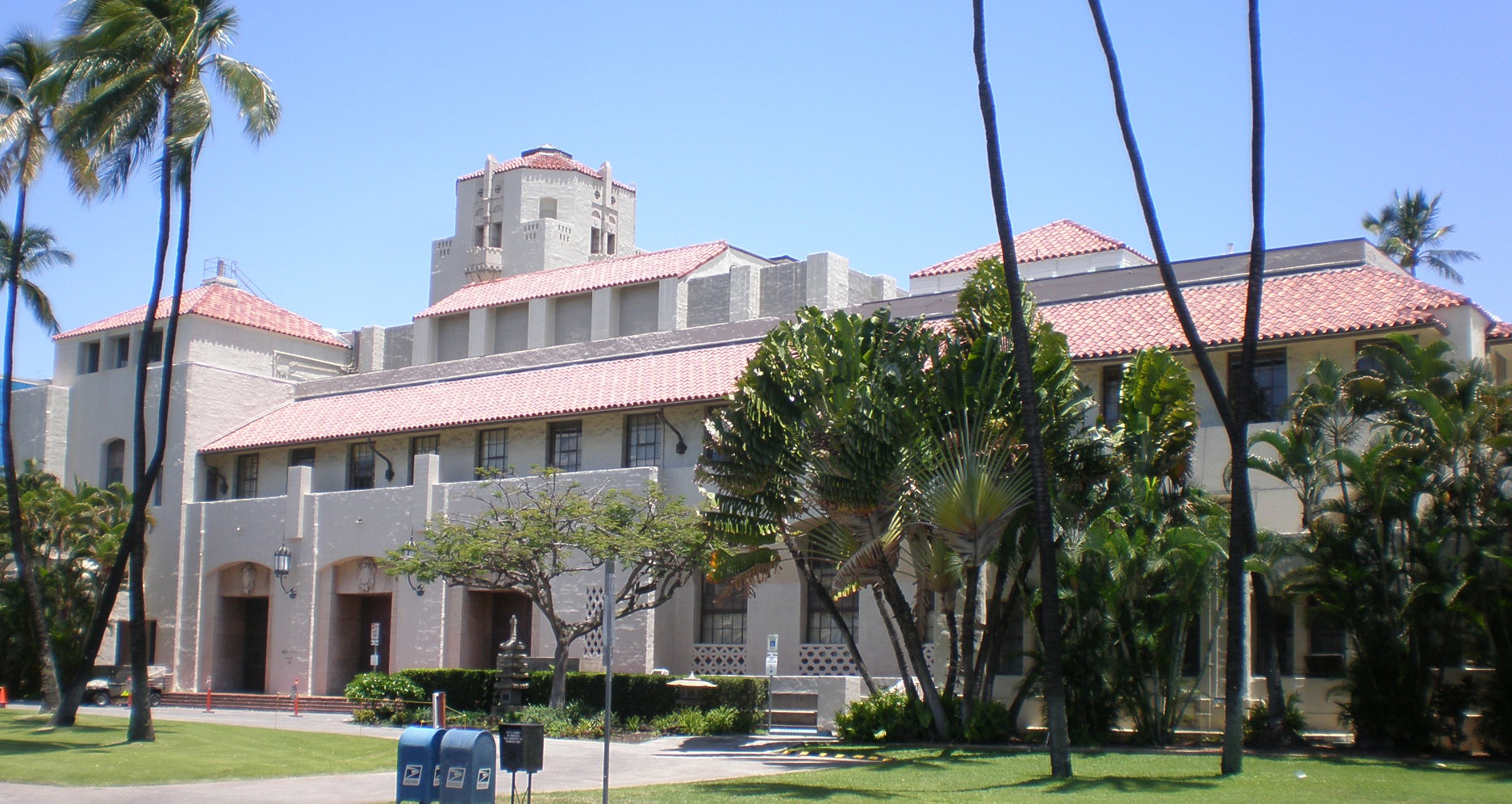
ホノルル・ハレ（ハレと呼ばれているが、これはスペイン植民地リバイバル建築）

## 初期宣教師たちの建物
初期の宣教師たちが建設した建物は、ミッション・ハウス博物館（Hawaiian Mission Houses Historic Site）、カワイアハオ教会に見ることができる。

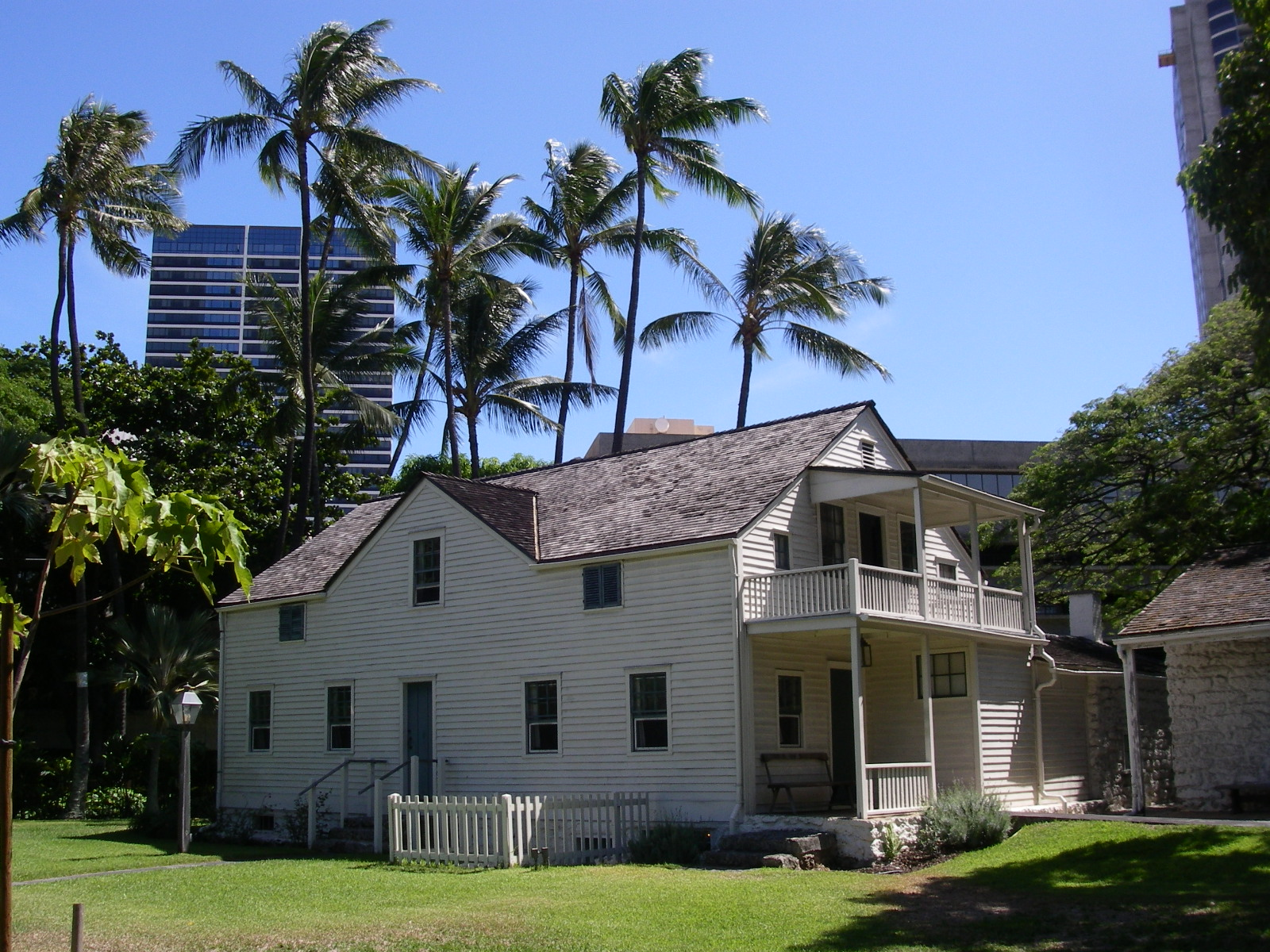
ミッション・ハウス
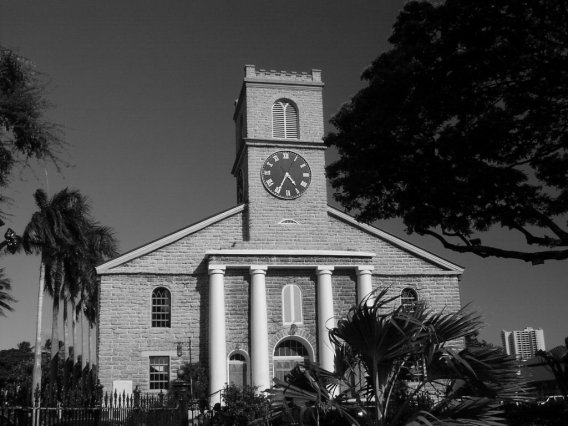
カワイアハオ教会

## ゴシック建築
ゴシック建築の最初の例は、ハワイ・カトリック主教座聖堂（Cathedral Basilica of Our Lady of Peace）であった。その後、カメハメハ4世によってセントアンドリューズ大聖堂が建設された。アロハ・タワー（Aloha Tower）も、この範疇に入るといえる。

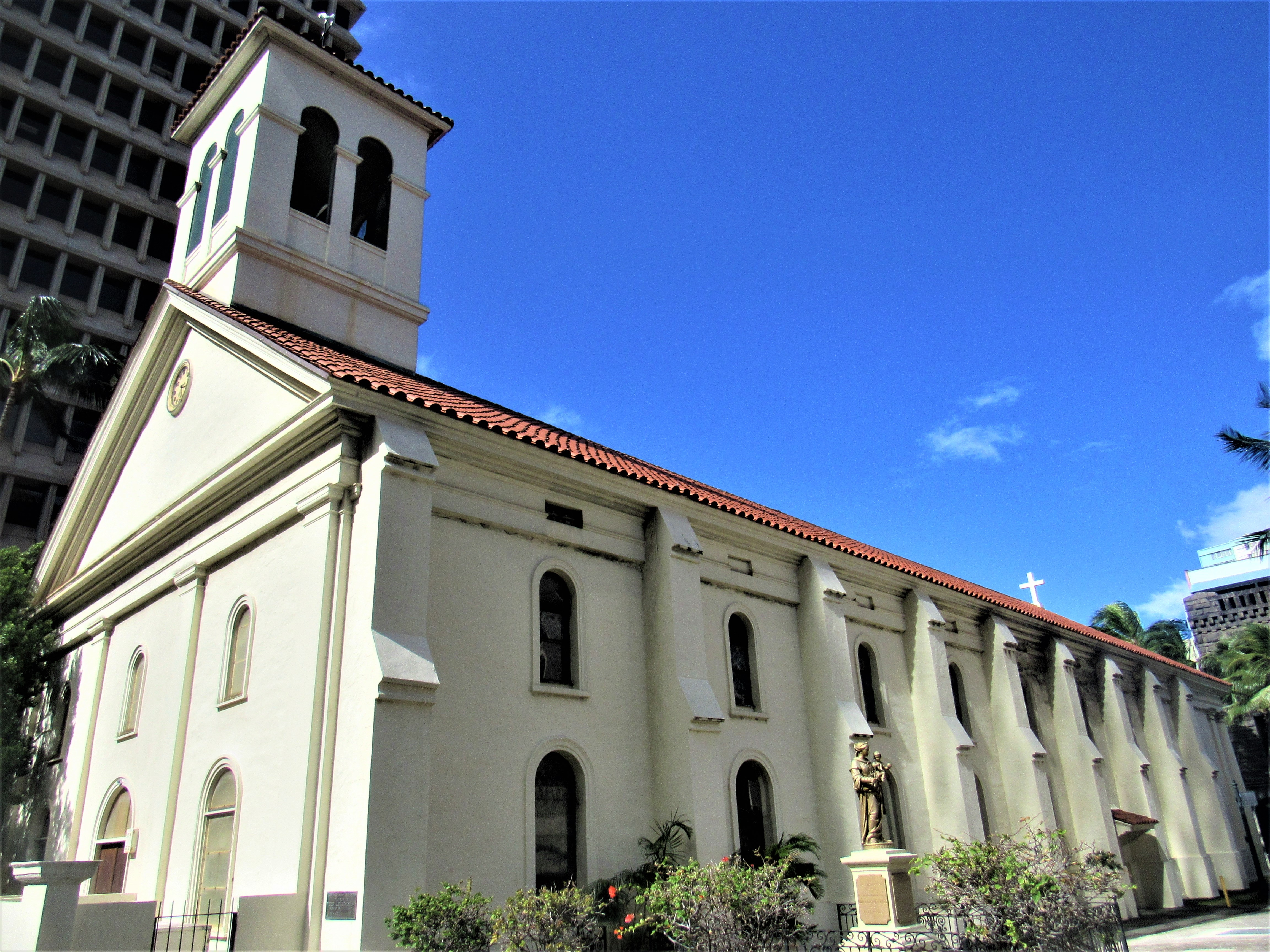
ハワイ・カトリック主教座聖堂（Roman Catholic Diocese of Honolulu）
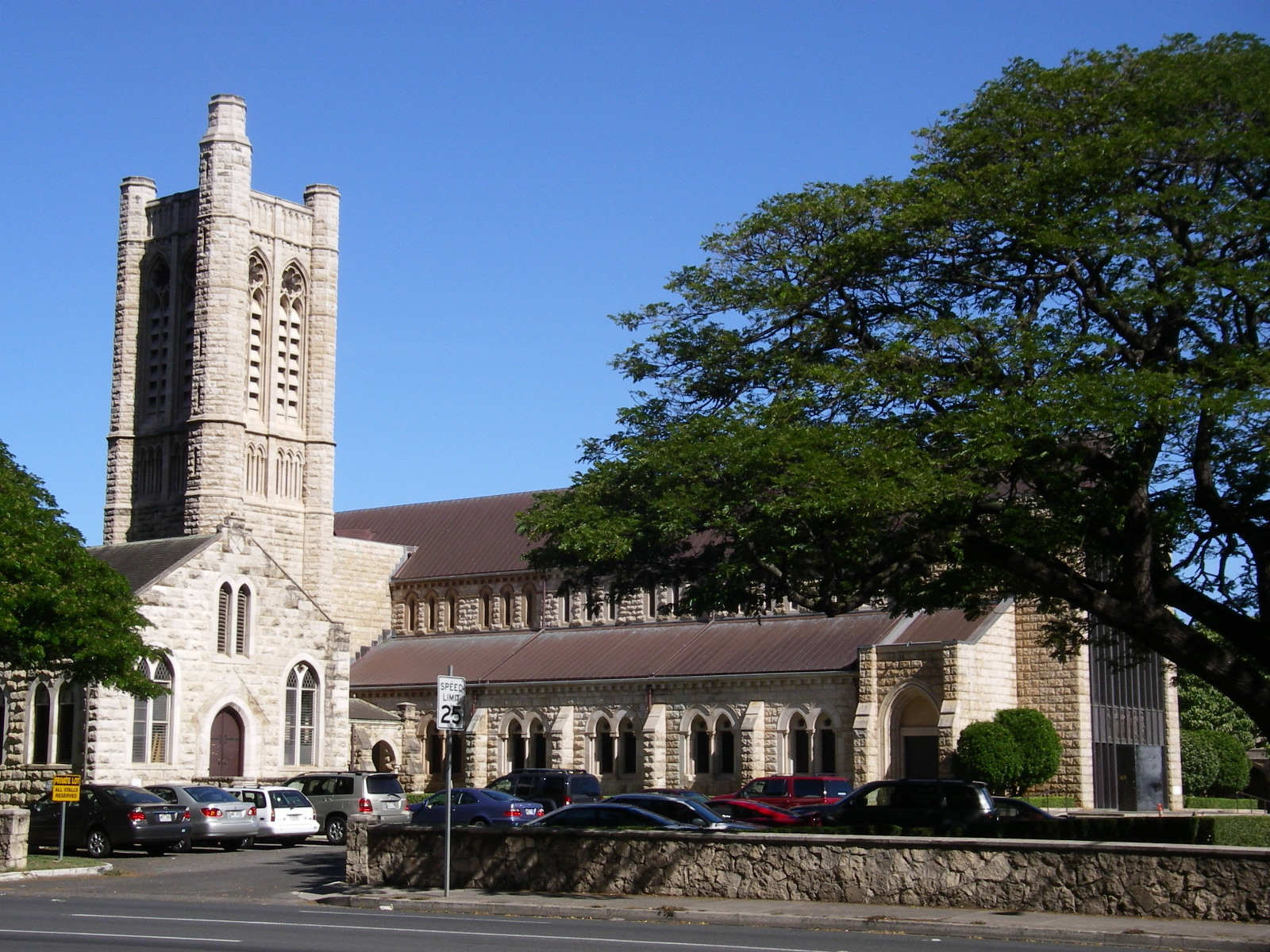
セントアンドリューズ大聖堂 (ホノルル)
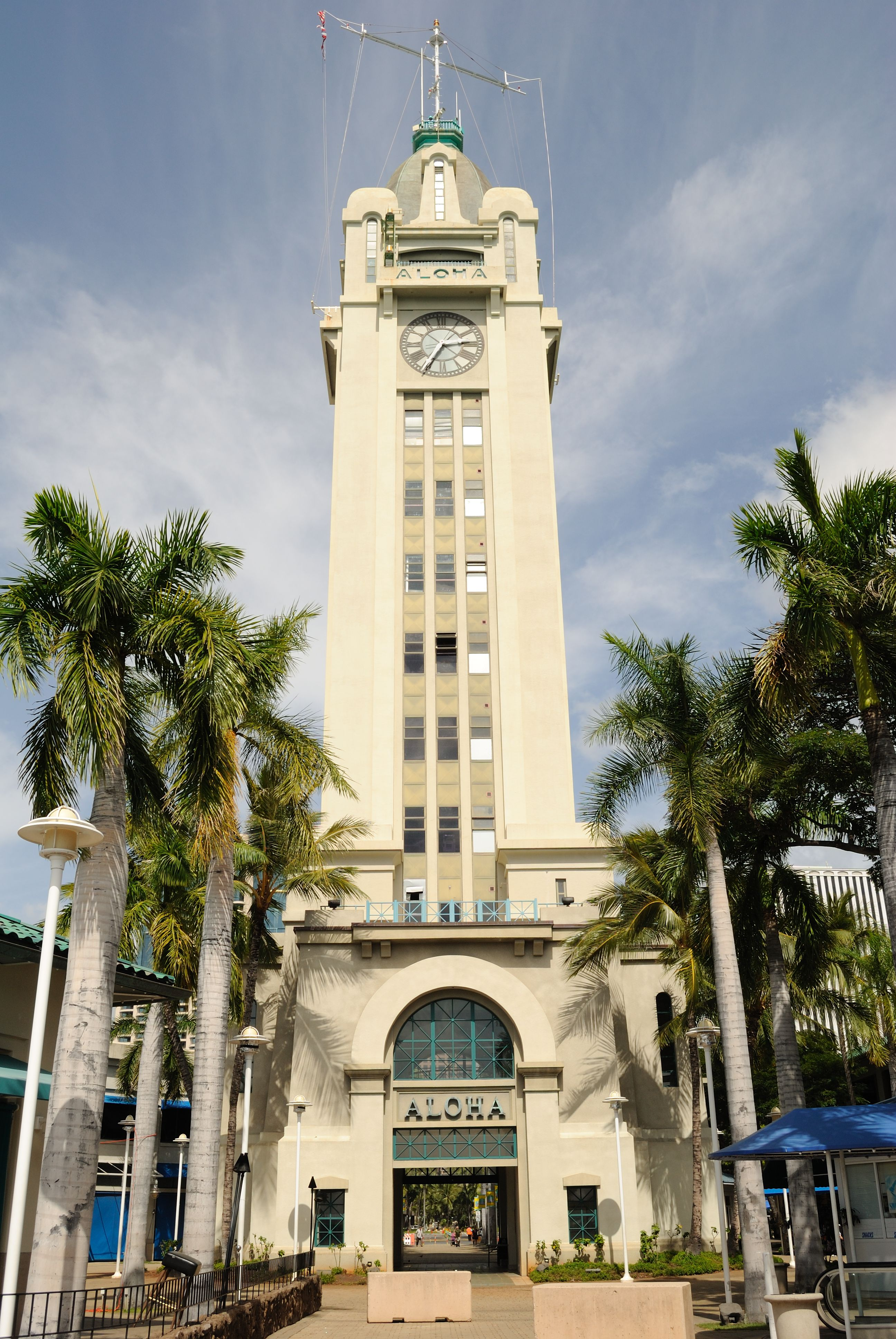
アロハ・タワー

## ルネッサンス建築
イタリアに始まったルネサンス建築は、イオラニ宮殿とその近くのイオラニ・バラックス（ʻIolani Barracks）に見ることができる。

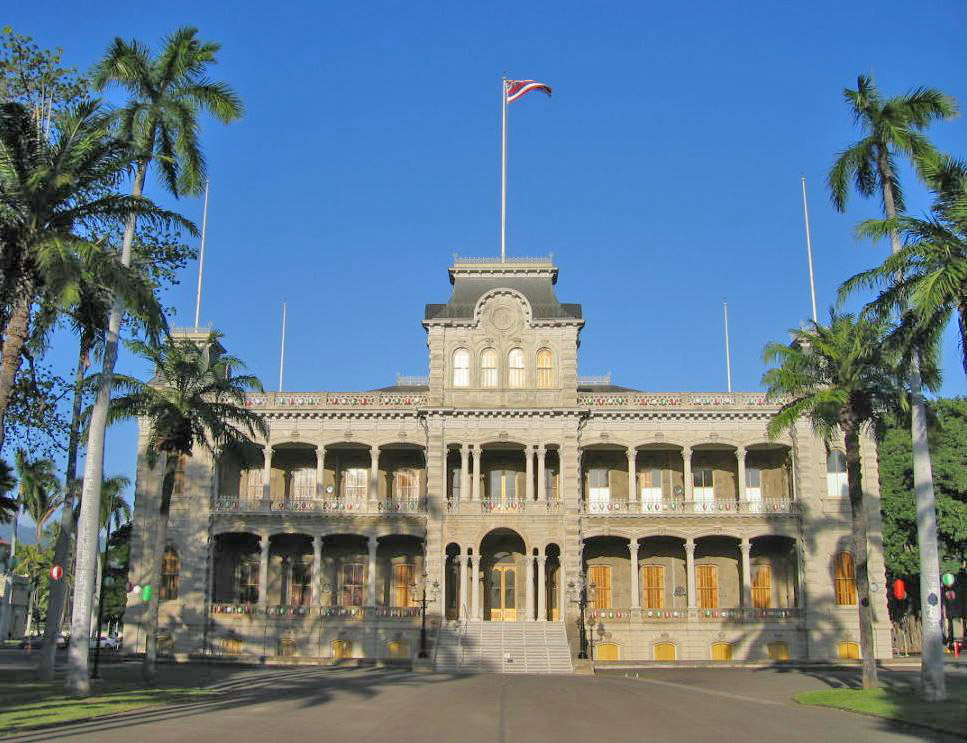
イオラニ宮殿
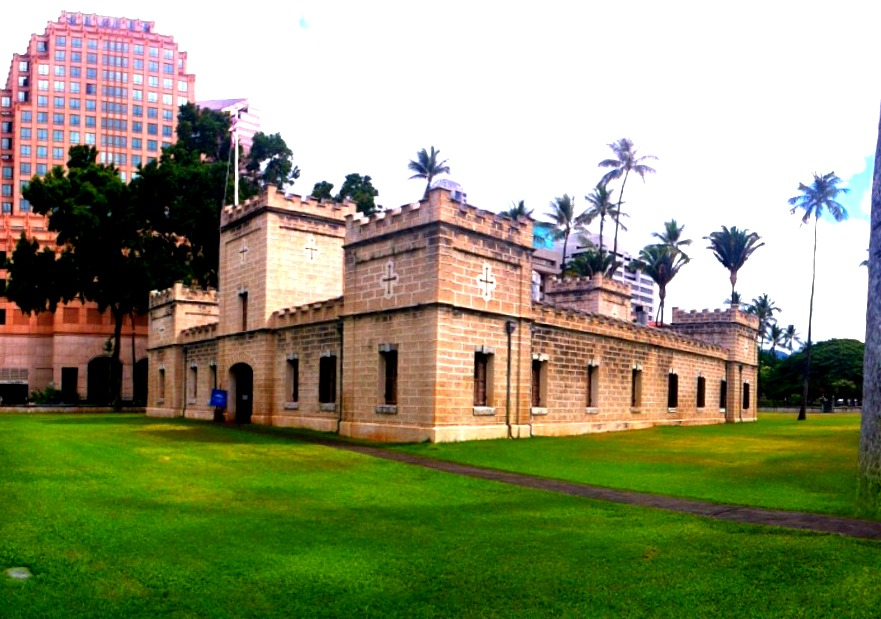
イオラニ・バラックス

## ロマネスク建築
ロマネスク建築には、バーニス・P・ビショップ博物館がある。

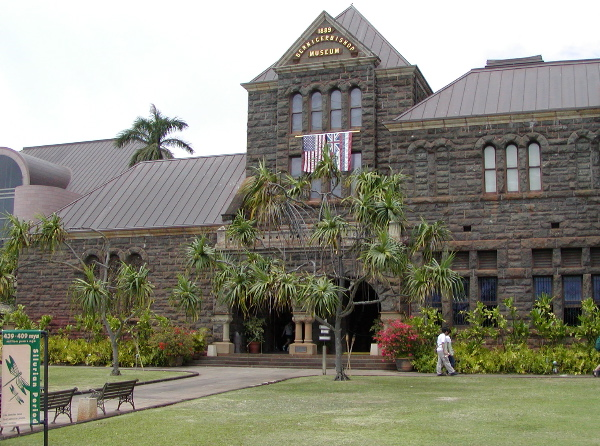
バーニス・P・ビショップ博物館

## ボザール様式とアール・デコ
19世紀のフランスで始まったボザール建築とアール・デコは、20世紀になってハワイへ影響した。ボザール様式はワイキキ・ナタトリアム水泳プール（Waikiki Natatorium War Memorial）に、アール・デコではハワイ・シアターに見られる。

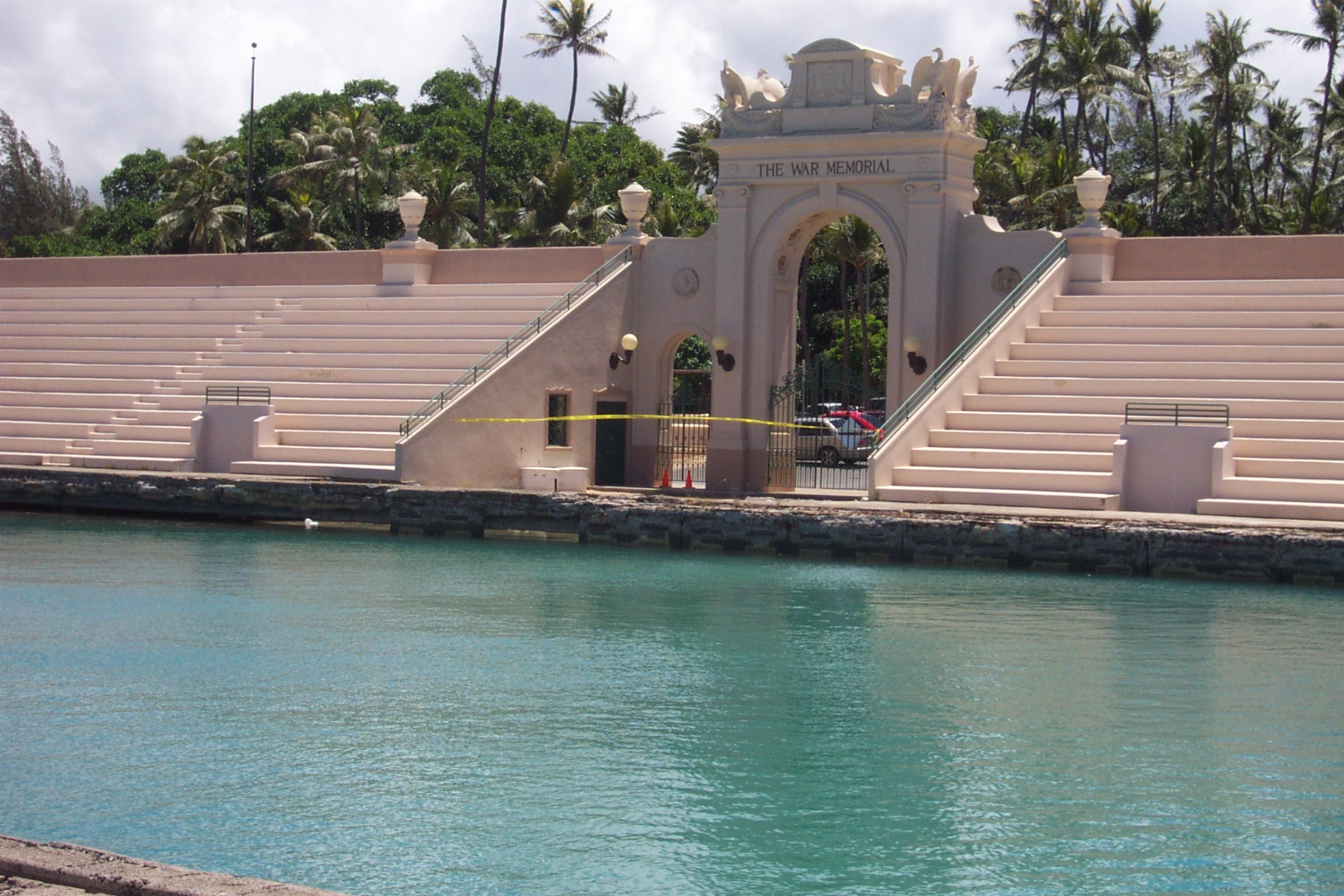
ワイキキ・ナタトリアム水泳プール
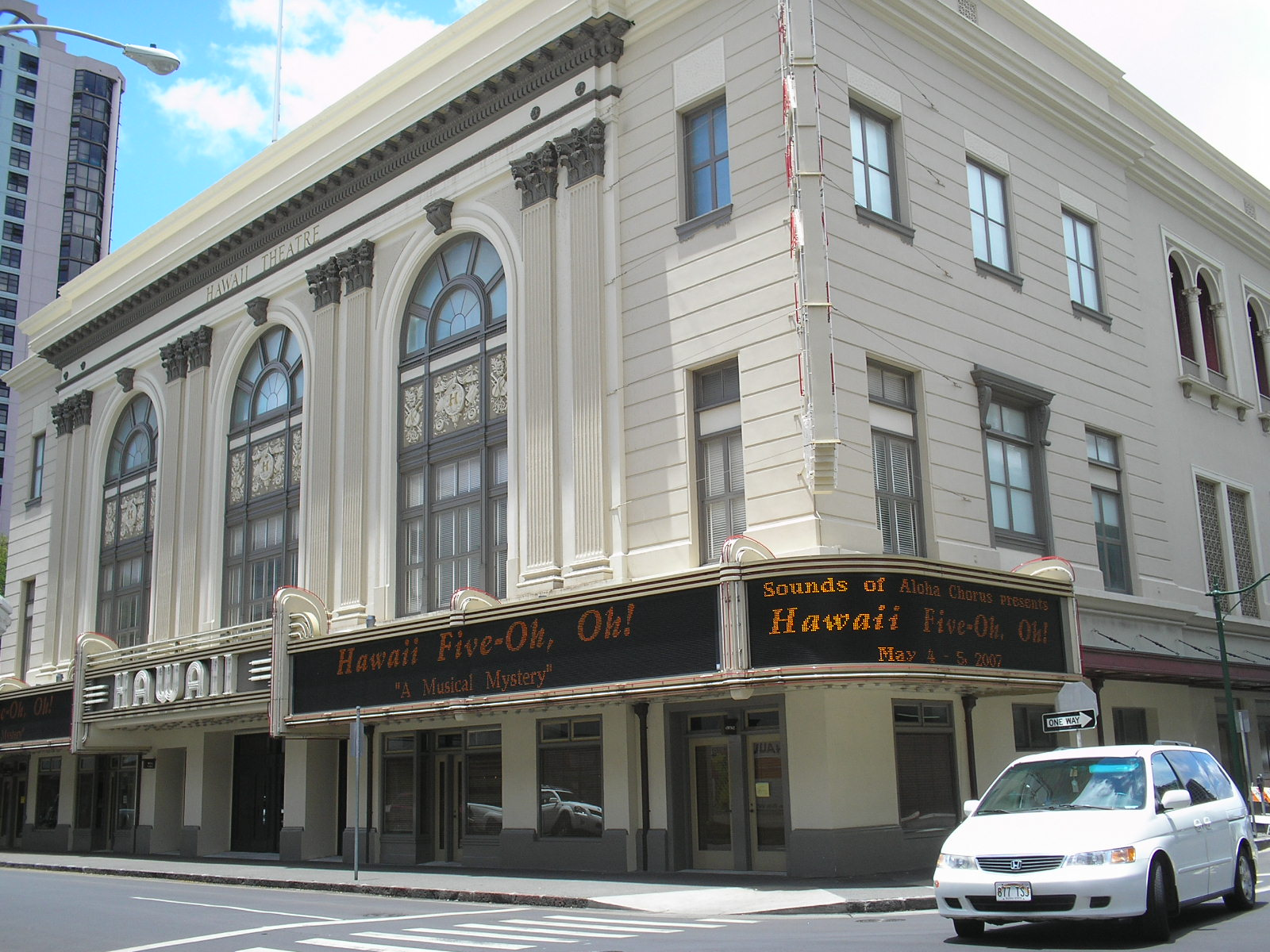
ハワイ・シアター

## インターナショナル・スタイル
ヴァルター・グロピウスに始まるインターナショナル・スタイルといえば、ハワイ州会議事堂を挙げることができる。

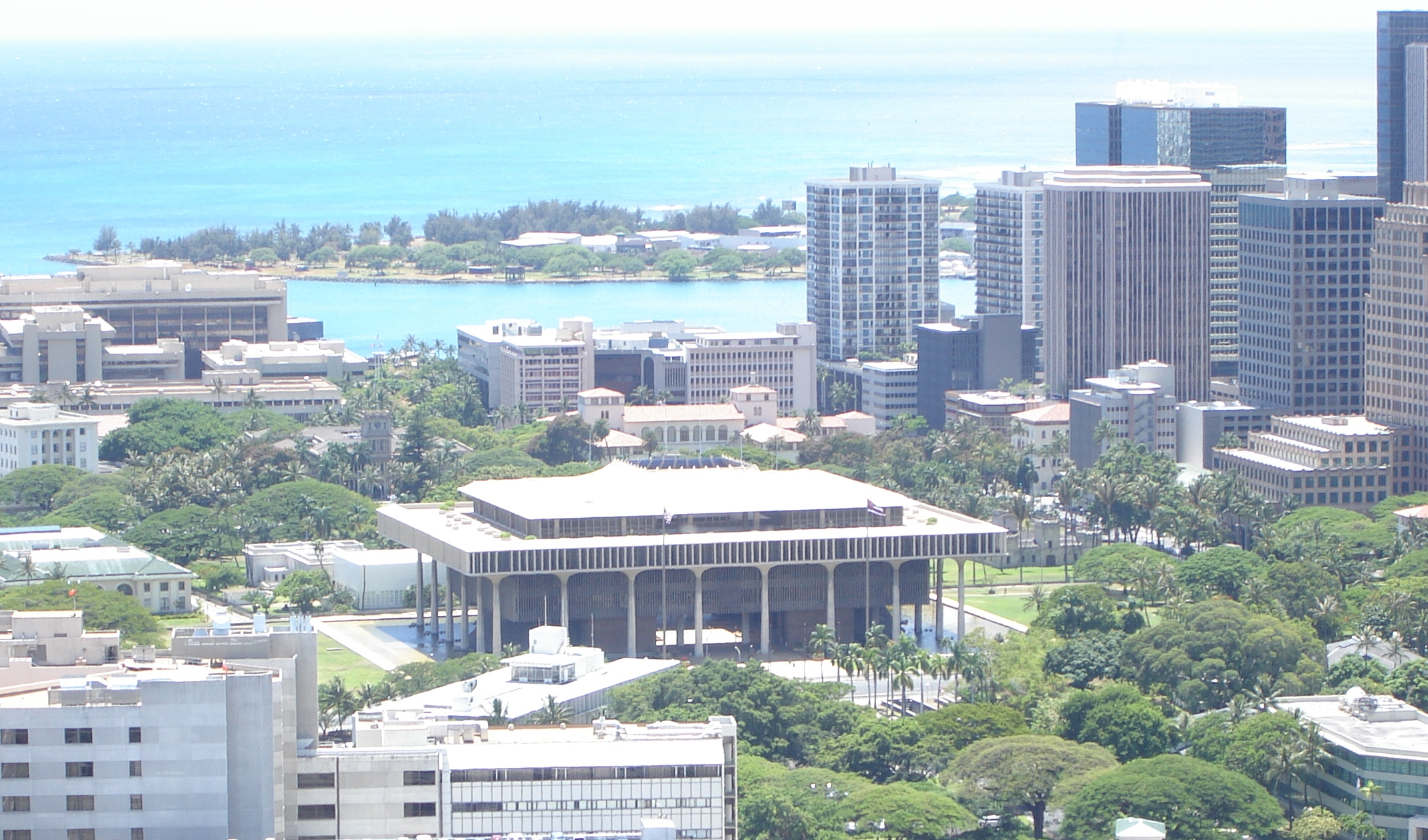
ハワイ州会議事堂

## プランテーション・スタイル
ダウンタウン・ホノルルでハワイ式ルネッサンス建築が盛んに建てられているころ、各種プランテーションでの建物を範とする個人の住宅が郊外に作られて、プランテーション・スタイルと呼ばれた。その後。これは流行らなくなる時期があったが、1990年代復活して、アラモアナセンターやワードセンター（Ward Center）の改築に利用されている。

## 超高層建築
最近はダウンタウン・ホノルルに、ファースト・ハワイアン・センター（First Hawaiian Center）などの超高層建築物が目立つようになった。

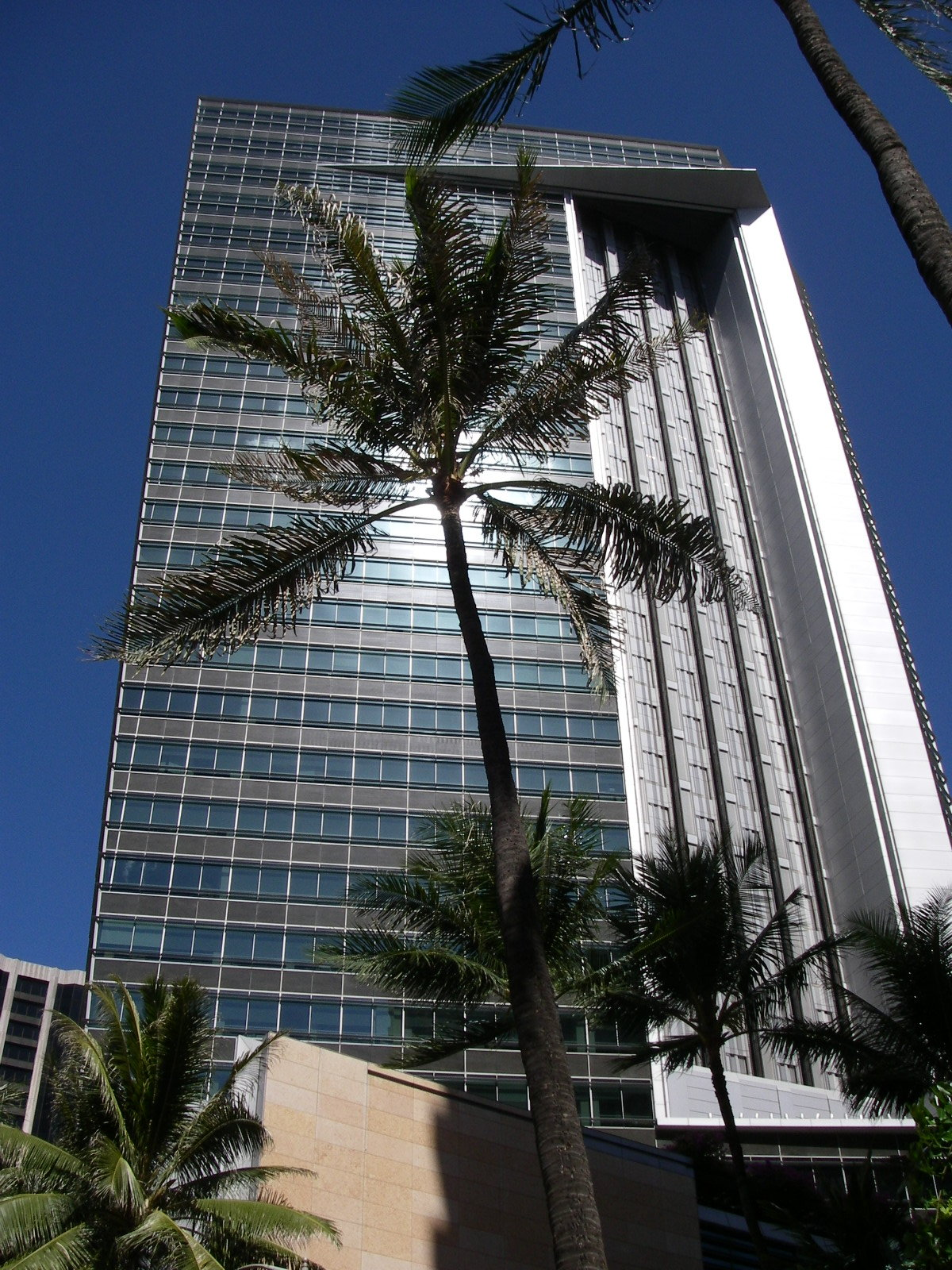
ファースト・ハワイアン・センター

## その他
その他の建築様式として、各国の建築様式がハワイへ持ち込まれている。
ハワイには日本からの移民も多く、日本の建築様式も持ち込まれていて、平等院テンプル、本派本願寺ハワイ別院、大福寺 (ハワイ島)、ハワイ出雲大社、リリウオカラニ公園の日本庭園などがある。

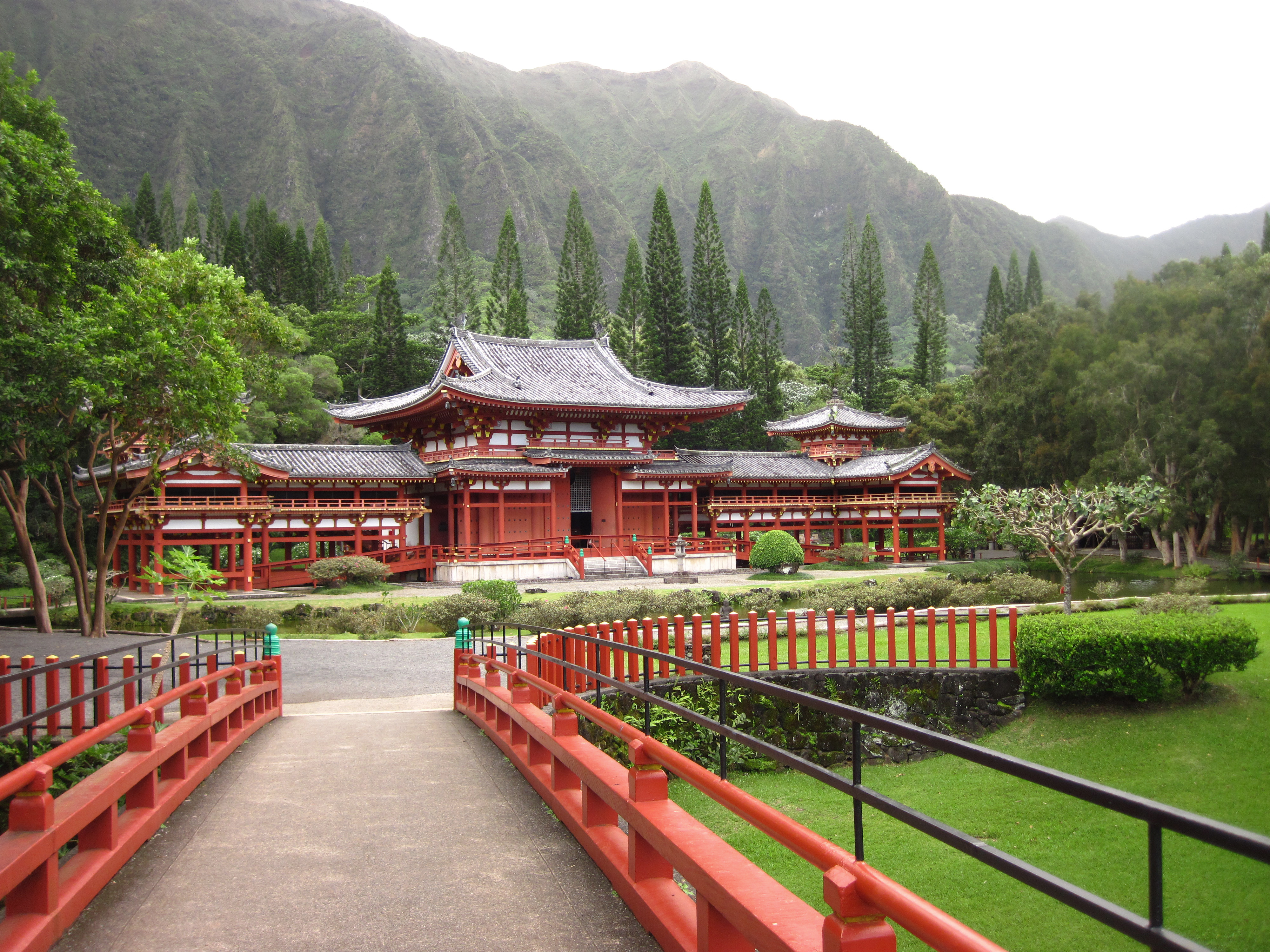
平等院テンプル
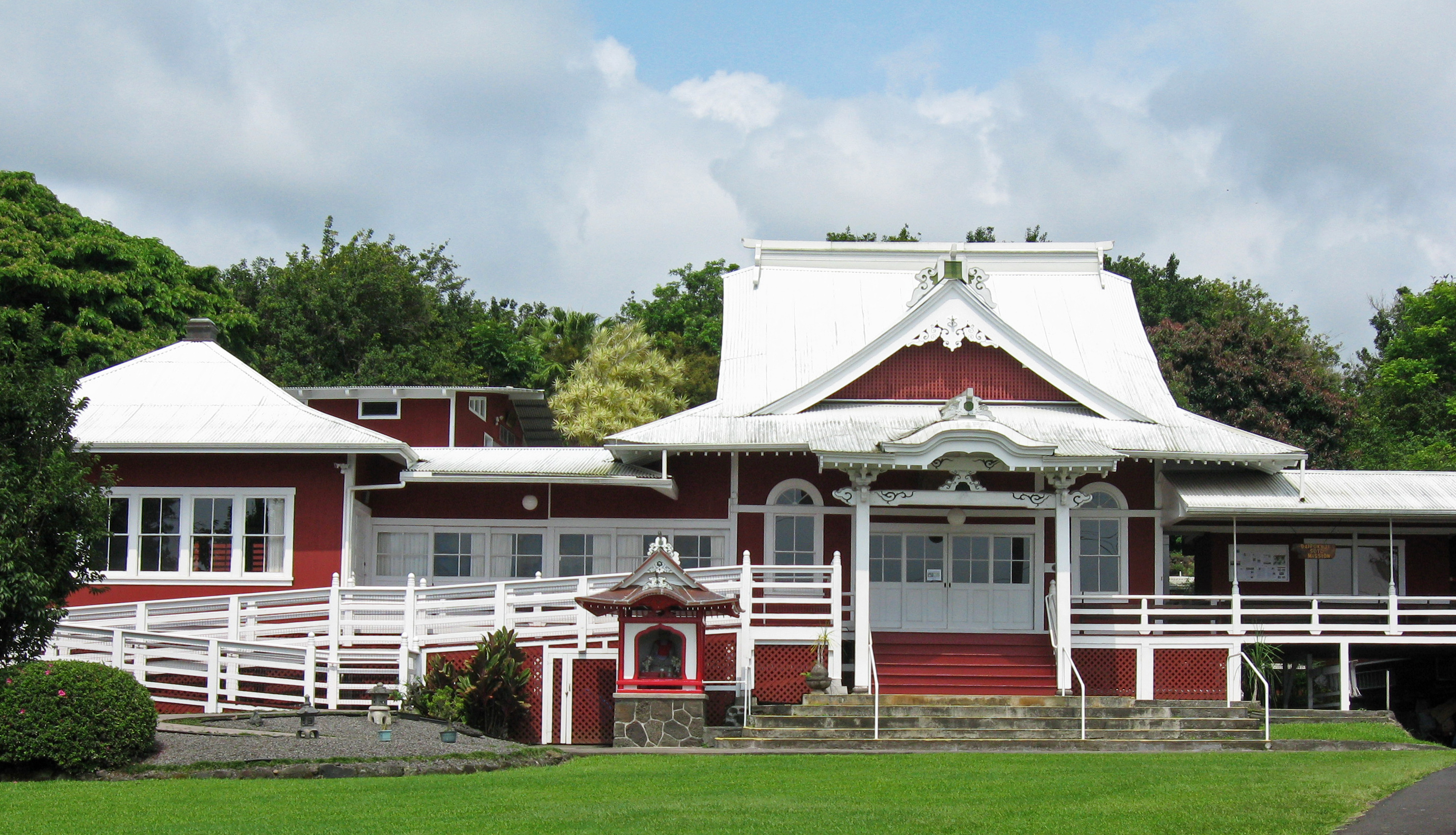
大福寺 (ハワイ島)
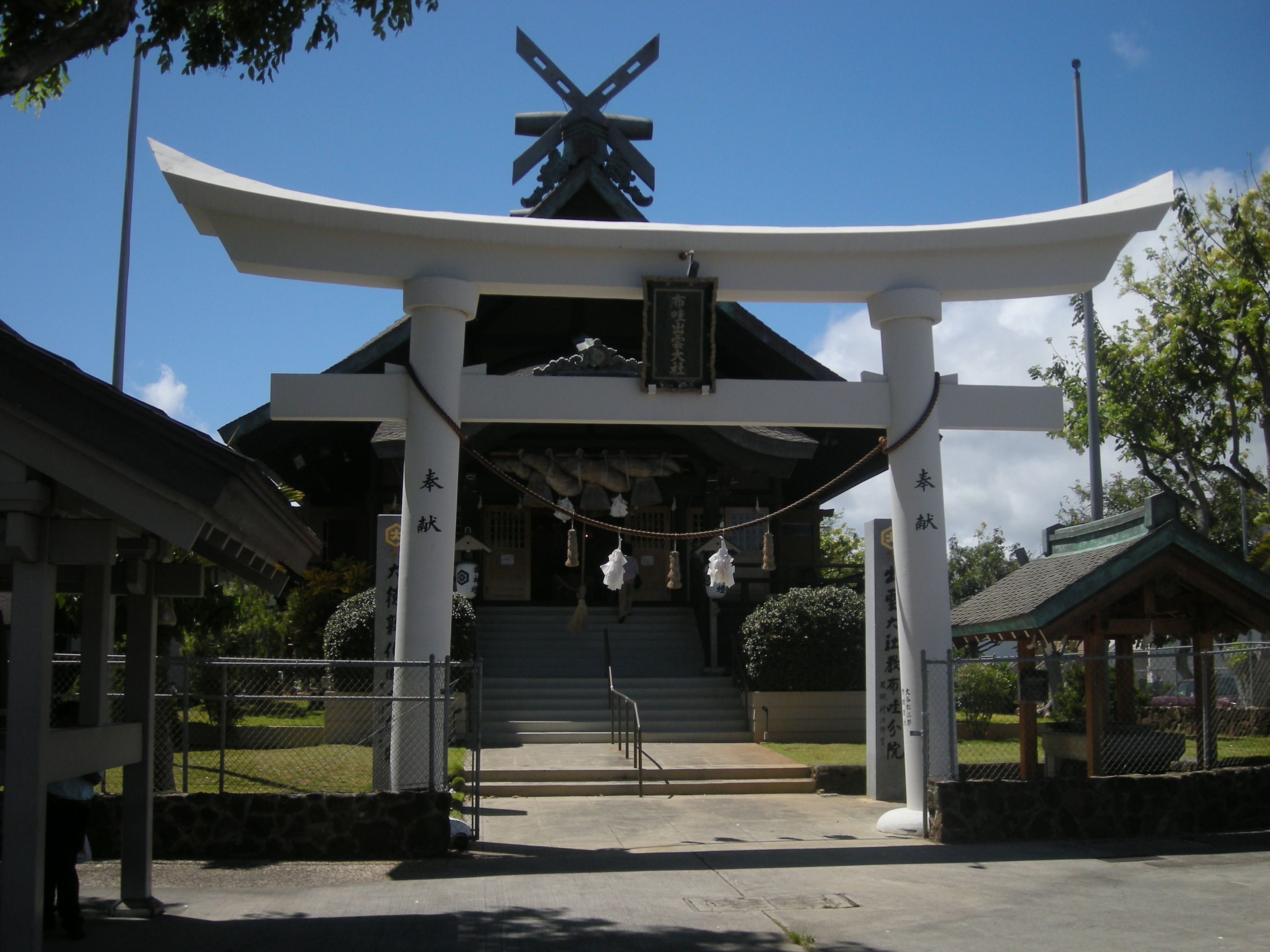
ハワイ出雲大社
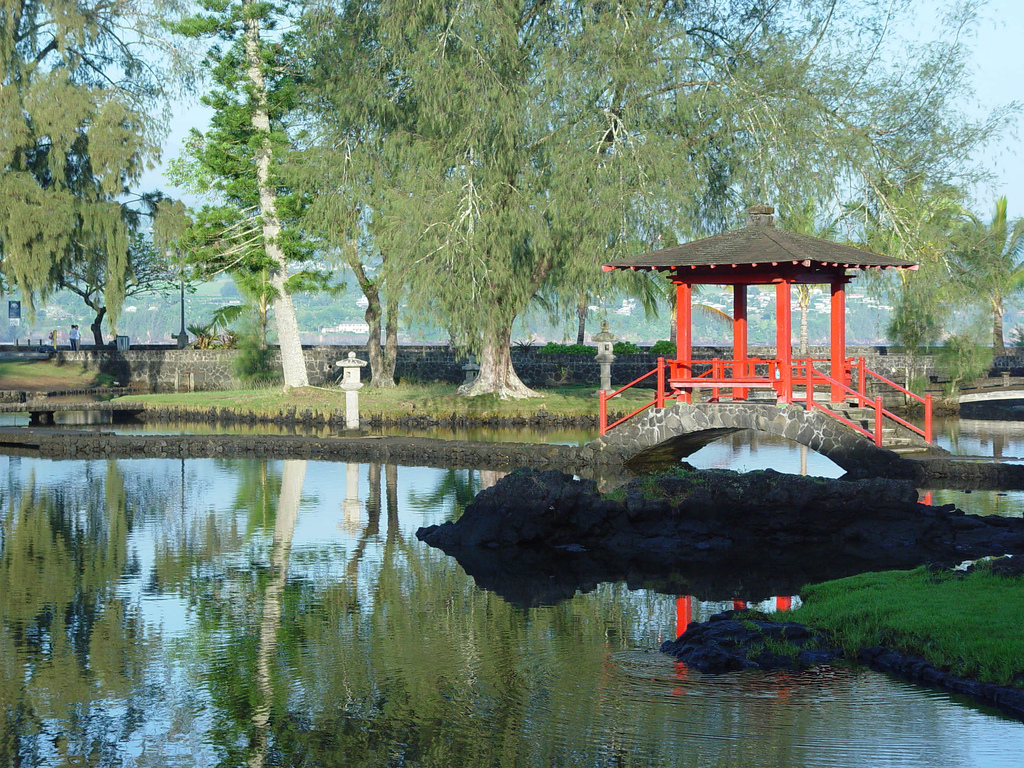
リリウオカラニ公園・日本庭のあずまや

## 参照項目
- マオリのファーレ (Whare)
- ビーチ・ファレ（サモアの建築）